# 2003 في البرازيل
فيما يلي قوائم الأحداث التي وقعت خلال عام 2003 في البرازيل.

## سياسة

### تعيين في المنصب
- 1 يناير – لويس إيناسيو لولا دا سيلفا رئيس البرازيل.

### انتهاء فترة المنصب
- 1 يناير – فيرناندو أنريك كاردوسو رئيس البرازيل.

## رياضة
- 1 يناير – الدوري البرازيلي لكرة القدم 2003
- 6 أبريل – جائزة البرازيل الكبرى 2003 الفائز جانكارلو فيزيكيلا.

## ظهور
- 1 يناير – إحدى عشرة دقيقة رواية من تأليف باولو كويلو.

## أفلام
من الأفلام التي صدرت هذه السنة في البرازيل:
- 18 مايو – مدينة الرب من إخراج فرناندو ميريليس، كاتيا لوند.

## كتب
من الكتب التي صدرت هذه السنة في البرازيل:
- 1 يناير – إحدى عشرة دقيقة من تأليف باولو كويلو.

## وفيات

### يناير
- 1 يناير – جويل أنطونيو مارتينز (مواليد 1931) لاعب كرة قدم برازيلي.
- 10 يناير – جوليو بوتيلهو (مواليد 1929) لاعب كرة قدم برازيلي.

### أغسطس
- 19 أغسطس – سيرجيو فييرا دي ميلو (مواليد 1948) دبلوماسي برازيلي.

### نوفمبر
- 1 نوفمبر – دايشيرو يوشيمورا (مواليد 1947) لاعب كرة قدم برازيلي.